# Riserva naturale del Fiume Alcantara
Riserva naturale del Fiume Alcantara este o arie protejată (arie specială de conservare — SAC, sit de importanță comunitară — SCI) din Italia întinsă pe o suprafață de 980 ha, integral pe uscat.

## Localizare
Centrul sitului Riserva naturale del Fiume Alcantara este situat la coordonatele 37°53′37″N 15°08′34″E / 37.893568°N 15.142721°E.

## Înființare
Situl Riserva naturale del Fiume Alcantara a fost declarat sit de importanță comunitară în septembrie 1995 pentru a proteja 1 specie de plante și 12 specii de animale. Situl a fost protejat și ca arie specială de conservare în decembrie 2017.

## Biodiversitate
Situată în ecoregiunea mediteraneană, aria protejată conține 14 habitate naturale: Cursuri de apă de la nivel de câmpie la nivel montan, cu vegetație Ranunculion fluitantis și Callitricho-Batrachion, Pseudostepă cu ierburi și specii anuale de Thero-Brachypodietea, Râuri mediteraneene cu debit intermitent, cu specii de Paspalo-Agrostidion, Păduri de Quercus ilex și Quercus rotundifolia, Grohotișuri termofile și vest-mediteraneene, Iazuri temporare mediteraneene, Vegetație anuală la limita mareei, Râuri mediteraneene cu debit permanent și vegetație de Glaucium flavum, Galerii de Salix alba și de Populus alba, Păduri de Platanus orientalis și Liquidambar orientalis (Platanion orientalis), Tufărișuri termo-mediteraneene și de pre-deșert, Păduri de stejar alb estice, Râuri mediteraneene cu debit permanent cu specii de Paspalo-Agrostidion și galerii riverane de Salix și de Populus alba, Galerii și tufărișuri riverane sudice (Nerio-Tamaricetea și Securinegion tinctoriae).
La baza desemnării sitului se află mai multe specii protejate:
- plante (1): Dianthus rupicola
- păsări (10): pescăruș albastru (Alcedo atthis), egretă mare (Ardea alba), stârc roșu (Ardea purpurea), buhai de baltă (Botaurus stellaris), erete de stuf (Circus aeruginosus), egretă mică (Egretta garzetta), stârc pitic (Ixobrychus minutus), stârc de noapte (Nycticorax nycticorax), cresteț pestriț (Porzana porzana), Zapornia parva
- nevertebrate (1): Euplagia quadripunctaria
- reptile (1): Emys trinacris

Pe lângă speciile protejate, pe teritoriul sitului au mai fost identificate 11 specii de plante, 17 specii de păsări, 5 specii de amfibieni, 4 specii de mamifere, 163 de specii de nevertebrate, 10 specii de reptile.